# 건강구락부
건강구락부(健康俱樂部)는 1918년 10월, 서울을 연고로 창단된 스포츠 클럽이다.

## 개요
축구 이외에도 육상, 정구 등의 경기에도 참가했으나, 축구의 비중이 가장 높았다. 창립 초기 가입인원이 200여명에 이르는 아마추어 단체였으나, 1922년 제2회 전조선축구대회에 참가하기 시작하여 2년만인 1924년 제5회 대회에서 우승하게 된다. 이후 건강구락부는 서울을 연고로 하는 여러 축구 클럽으로 분화되는 등 조직의 발전적 분산을 겪는다.

## 유니폼
1924년 전조선축구대회에 참가한 기록에 따르면 건강구락부의 유니폼은 '흰 바탕에 팔둑에 퍼렁 줄간' 형태의 것이었다.

## 역대 선수
- 오인석[2]
- 박종덕[2]
- 손윤순[2]
- 염해영[2]

## 역대 주요 성적
- 전조선축구대회
  - 우승 1회 (1924)

## 참고 자료

### 참고 문헌
- 大韓蹴球協會 편 『韓國蹴球百年史』라사라, 1986, p. 154-155.